# 연화항
연화항(蓮花港)은 경상남도 통영시 욕지면 연화리 연화도 섬에 있는 어항이다. 1972년 2월 23일 지방어항으로 지정하여 관리하고 있다. 시설관리자는 통영시장이다.

## 어항 시설
- 방파제 150m, 물양장 195m

## 주요 어종
- 우럭, 방어